# Brad Mathas
Brad Mathas (* 24. Juni 1993 in Canberra) ist ein neuseeländischer Leichtathlet, der sich auf den Mittelstreckenlauf spezialisiert hat. 2022 wurde er Ozeanienmeister im 800-Meter-Lauf.

## Sportliche Laufbahn
Erste internationale Erfahrungen sammelte Brad Mathas bei den 2010 erstmals ausgetragenen Olympischen Jugendspielen in Singapur, bei denen er im B-Finale über 1000 Meter den achten Platz belegte. 2012 nahm er über 800 Meter an den Juniorenweltmeisterschaften in Barcelona teil, scheiterte dort aber in 1:49,74 min in der ersten Runde. 2015 nahm Mathas an der Sommer-Universiade im südkoreanischen Gwangju teil und erreichte dort das Halbfinale über 800 Meter. Im April 2018 nahm er erstmals an den Commonwealth Games im australischen Gold Coast teil und erreichte dort im Finale über 800 Meter in 1:46,07 min den fünften Platz. Im Jahr darauf gewann er bei den Ozeanienmeisterschaften in Townsville in 1:50,47 min die Bronzemedaille hinter den Australiern Josh Ralph und Mason Cohen und 2022 siegte er in 1:46,10 min beim Shizuoka International Athletics Meet sowie in 1:46,58 min beim Seiko Golden Grand Prix. Im Juni siegte er in 1:53,60 min bei den Ozeanienmeisterschaften in Mackay und schied anschließend bei den Weltmeisterschaften in Eugene mit 1:47,70 min in der ersten Runde aus. Auch bei den Weltmeisterschaften 2023 in Budapest kam er mit 1:45,95 min nicht über den Vorlauf hinaus.
Mathas wurde zwischen 2012 und 2014 sowie von 2016 bis 2019 neuseeländischer Meister im 800-Meter-Lauf. Er ist Student an der Massey University.

## Persönliche Bestzeiten
- 800 Meter: 1:45,75 min, 21. Juni 2023 in Pfungstadt
- 1500 Meter: 3:44,85 min, 24. Januar 2023 in Melbourne
- Meile: 4:27,92 min, 20. Januar 2015 in Wanganui